# Ian hurrikán (2022)
Az Ian hurrikán egy 4-es kategóriás hurrikán volt. Érintette az Egyesült Államokat, a Kajmán-szigeteket és Kubát is. A 2022-es atlanti hurrikánszezon negyedik megnevezett hurrikánja és kilencedik viharja.
Az Ian egy trópusi hullámból alakult ki, amit a National Hurricane Center szeptember 19-én fedezett fel a Szél felőli szigetek partjainál. Két nappal később érkezett meg a Karib-tengerre, ahol erős szeleket és esőt okozott az ABC-szigeteken, Trinidad és Tobagóban, illetve Venezuela és Kolumbia partjain. Szeptember 22-én úgy tűnt, hogy egy trópusi ciklonná fog alakulni.
Miután az Ian trópusi vihar nevet kapta, a Kajmán-szigetek közelében hurrikánná változott, majd gyorsan elérte a hármas kategóriát, miközben elérte Kubát. Pinar del Río tartományban folytonos áramkimaradások voltak. A szigeten áthaladva legyengült, majd a Mexikói-öbölben ismét felerősödött, majdnem elérve az ötös kategória alsó határát szeptember 28-án.
A hurrikán 16 áldozatot követelt, és 19 ember eltűnt, miután egy kubai hajó elsüllyedt a viharban. A halálozások közül kettő Kubában, 14 pedig Floridában történt (öt Lee megyében). Helyi tisztviselők szerint a floridai halálozások száma akár több százat is elérhet.

## Meteorológiai idővonala

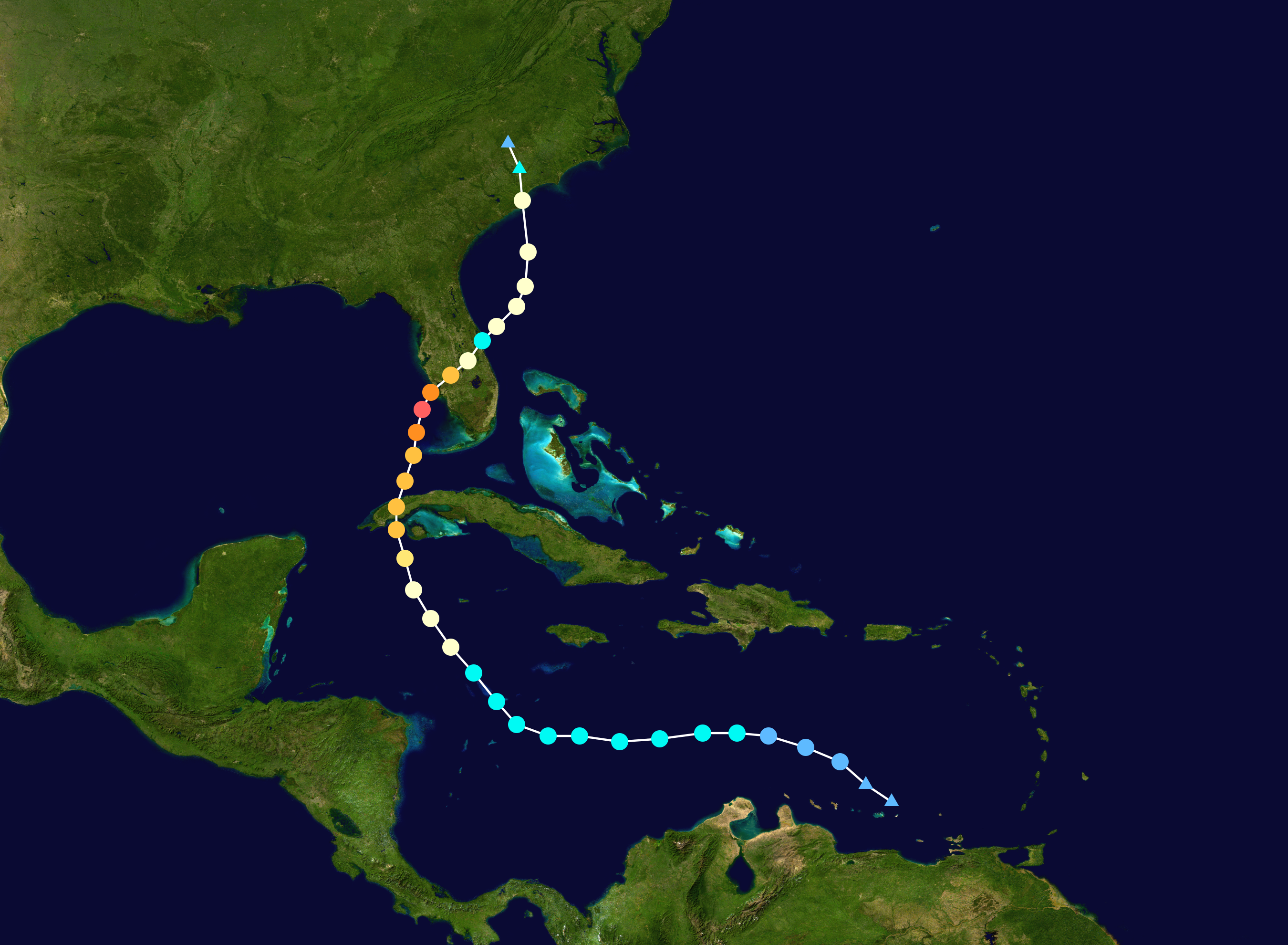
Trópusi ciklon
Trópusi vihar
1-es kategória
2-es kategória
3-as kategória
4-es kategória
5-ös kategória

Minden idő UTC időzónában feltüntetve.
Szeptember 19-én az NHC elkezdett követni egy trópusi hullámot a Szél felőli szigetek keleti partjánál. Két nappal később Trinidad és Tobago felett haladt át a vihar miközben elérte a Karib-tengert, majd közeledett az ABC-szigetekhez és Dél-Amerika északi partjaihoz szeptember 22-én. Ugyanezen a napon, ahogy nyugat-északnyugat felé haladt, elkezdett felerősödni a vihar. A szél eddigre elérte a 45–55 km/h-ás sebességet, amit a Fiona hurrikán okozott, ami megakadályozta, hogy trópusi ciklonná alakuljon. Ennek ellenére aznap később ki tudott alakulni forgó mozgása és egyre erősebb lett az éjszaka során. Szeptember 23-án reggel a szezon kilencedik trópusi viharja lett.

Az Ian hurrikán szeptember 29-én

Szeptember 24-én 03:00-ra (UTC) elérte a 65 km/h-át a sebesség és elnevezték Iannek. Szeptember 27-én, 08:30-kor érte el a felerősödő Ian Kubát, 205 km/h sebességű szelekkel, amivel 2008 óta (Gustav hurrikán) a legnagyobb trópusi ciklon lett, ami érintette Pinar del Río tartományt. A szárazföld fölött legyengült, de mikor visszaért a vízre a Mexikói-öbölben, ismét felerősödött és hurrikán maradt. Szeptember 28-án 09:00-ra érte el a negyedik kategóriát a Saffir–Simpson-féle hurrikánskálán. 10:35-re az Ian elérte a 250 km/h-ás sebességet, ami mindössze 2 km/h-ra van az ötödik kategóriától.

### Hurrikán-figyelmeztetések
| Figyelmeztetés leírás                               | Helyszínek |
| --------------------------------------------------- | --- |
| Hurrikán lehetséges 36 órán belül                   | - Egyesült Államok - Florida - Chokoloskee és az Anclote-folyó között, Tampa Bay-t beleértve - Dry Tortugas - Flagler és Volusia megyék |
| Hurrikán lehetséges 48 órán belül                   | - Egyesült Államok - Florida - Okeechobee tó - Florida – Georgia – Dél-Karolina - Flagler és Volusia megyék, a South Santee-folyóig |
| Trópusi vihar lehetséges 36 órán belül              | - Kuba - La Habana, Mayabeque, és Matanzas tartományok - Egyesült Államok - Florida - Indian Pass és Anclote-folyó között - Florida Keys - Flamingo és Sebastian között - Flagler és Volusia megyék - Flamingo és Chokoloskee között - Okeechobee tó - Florida-öböl - Florida – Georgia – Dél-Karolina - Flagler és Volusia megyék, a South Santee-folyóig - Bahama-szigetek - Bimini - Grand Bahama-sziget |
| Életveszélyes viharjelenségek a következő 36 órában | - Egyesült Államok - Florida - Suwanee-folyótól délre Flamingóig - Tampa Bay - Dry Tortugas - Flagler és Volusia megyék St. Marys folyóig - St. John’s-folyó - Florida Keys déli része, Big Pine Key-től nyugatra Key Westig |
| Életveszélyes viharjelenségek a következő 48 órában | - Egyesült Államok - Florida - Florida Keys, a Card Sound-hídtól nyugatra Big Pine Key-ig - Florida-öböl - Florida – Dél-Karolina - Mouth of the St. Mary’s River to South Santee River |

## Hatása
Minden idő UTC időzónában feltüntetve.

### Karib-térség

#### Kajmán-szigetek

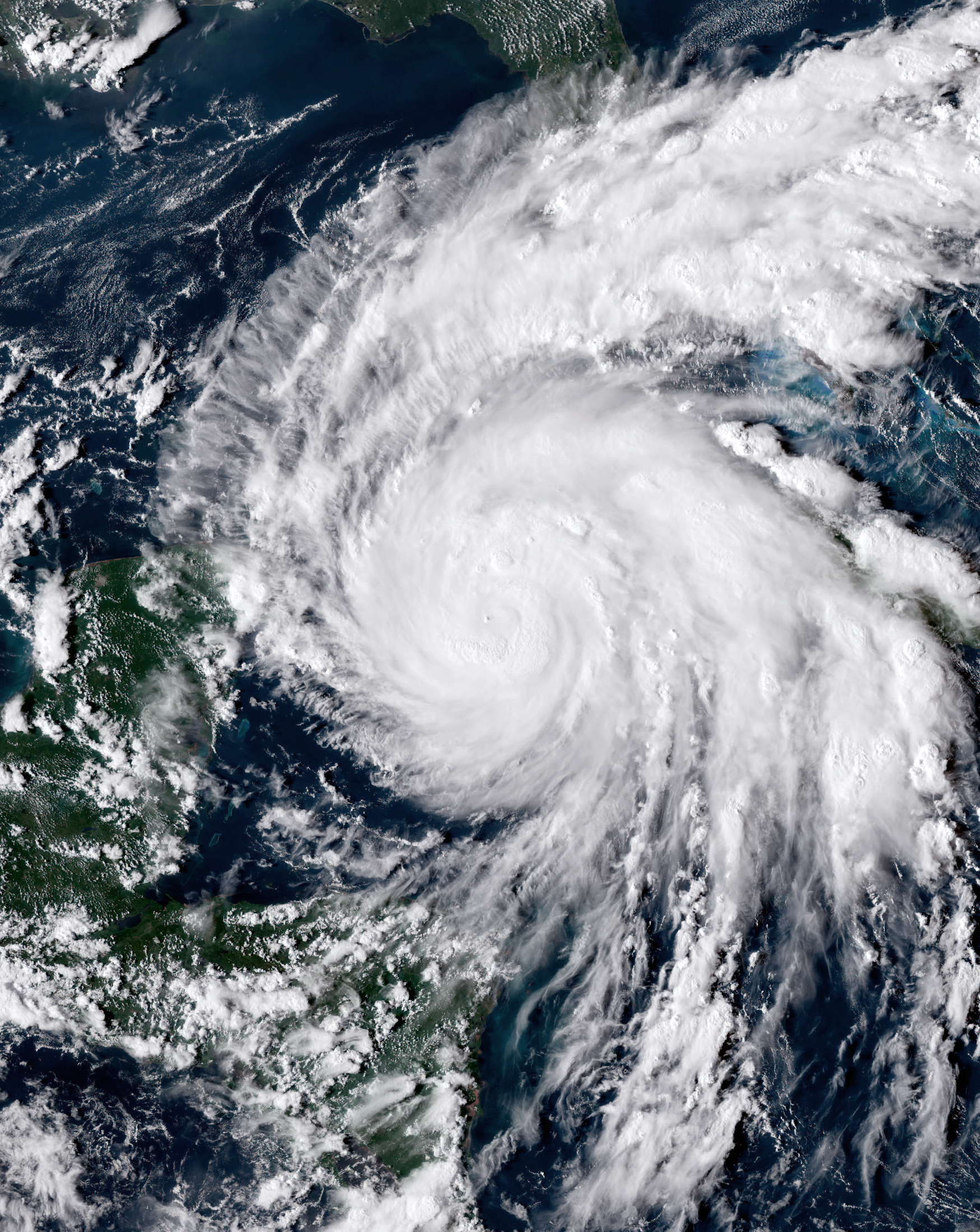
Felvétel a hurrikánról szeptember 26-án

A Kajmán-szigeteken minimális hatása volt a hurrikánnak, mikor szeptember 26-án 15:00-ig áthaladt a területen. Mindössze néhány centiméternyi eső esett a szigeteken, a legmagasabb sebességű szelek 80 km/h-ások voltak, a Hétmérföldes parton. Áramkimaradások esetekben történtek a szigeten és bizonyos helyeken kisebb kárt is okozott a vihar.

#### Kuba
Mikor Kuba nyugati partját elérte, az Ian hurrikán már elérte a hármas kategóriát. Nagy kárt okozott Pinar del Río és Mayabeque tartományokban. A vihar szeptember 27-én 22:30-kor érkezett meg Pinar del Río tartományba, ahol legmagasabb sebességét San Juan y Martíneznél érte el, 208 km/h-val. A 24 órás esőzés 108,3 mm csapadékot hozott a szigetre. A Guanahacabibes-öböl partján több áradás is történt, illetve a 850 ezer fős Pinar del Río tartománya teljesen áram nélkül maradt. A Kubai Meteorológiai Szolgálat nyilvánosságra hozta, hogy a fővárosban 90 km/h-ás szelek voltak, 140 km/h-ás széllökésekkel. A szigeten ketten haltak meg a hurrikán következtében, egy férfi, akit megrázott az áram, miközben megpróbált kihúzni egy szélturbinát és egy nő, akire ráomlott házának egyik fala.
Szeptember 28. reggelén a teljes sziget áram nélkül volt, mikor a sziget áramszolgáltatása teljesen összeomlott, így 11 millióan nem tudtak energiához férni.

### Egyesült Államok

#### Florida

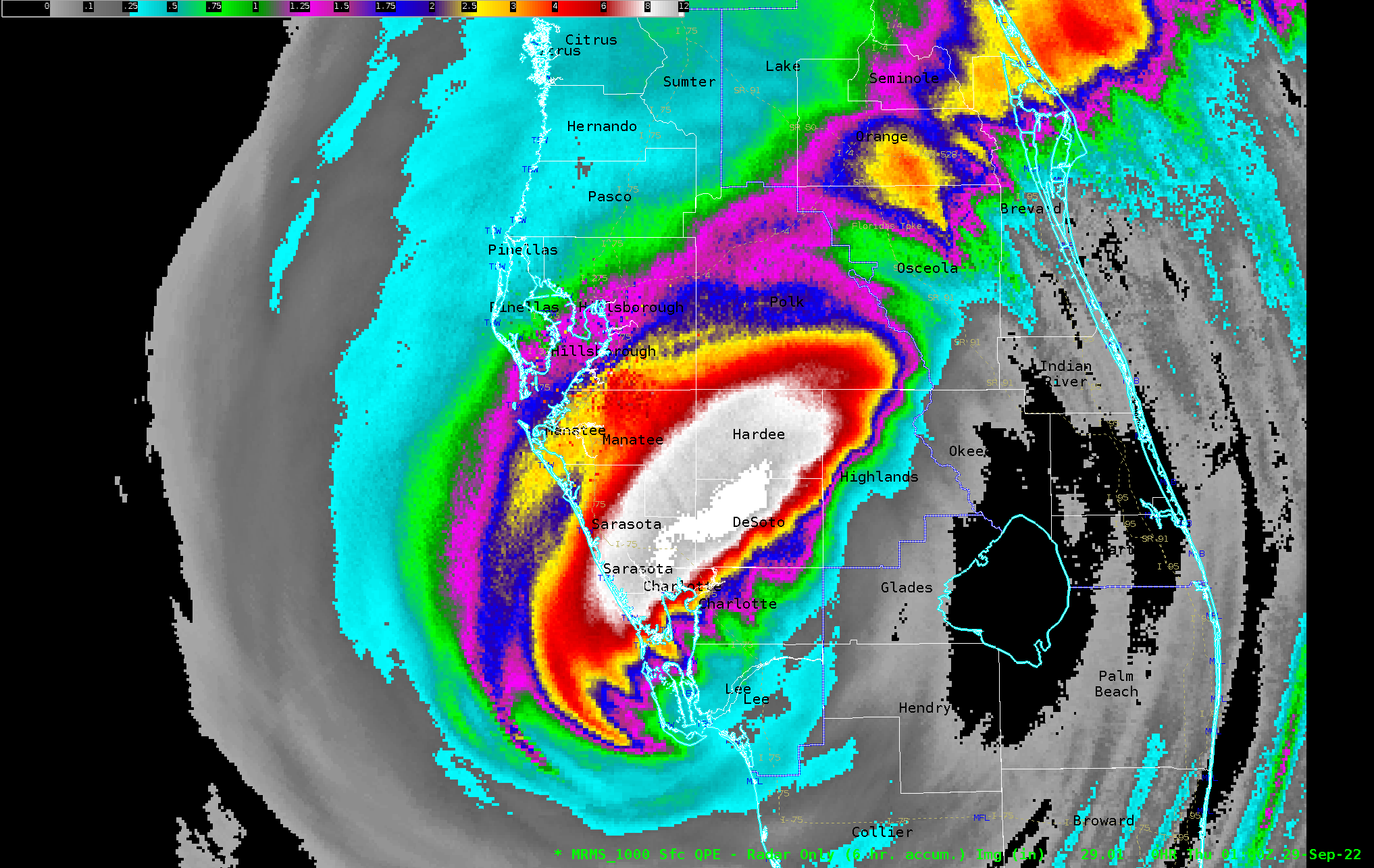
Az Ian által okozott esőzés Floridában

Florida déli részén már szeptember 27-én jelentették, hogy partra értek a hurrikán első részei, és kárt tettek a North Perry repülőtérben, Broward megyében. Egy másik szeptember 27-én felborított autókat, betört ablakokat és Kings Pointban rádöntött egy fát egy épületcsoportra. A Key West nemzetközi repülőtéren érzékeltek nagy sebességű szeleket 22:00-kor. 1913 óta a legnagyobb áradás történt Key West városában.
A vihar szeptember 27-én érkezett meg délnyugat Floridában, 4-es kategóriás hurrikánként. Tampa városában nagyon ritkán kiadott figyelmeztetéseket közvetítettek, folytonos 185 km/h-es szeleket várva. A National Hurricane Center 15:00-kor figyelmeztetett rá, hogy a hurrikán „nagyon veszélyes” szemfala nemsokára partra ér. Több óceánparti városban is megerősítették a hurrikán-erősségű szeleket. Cape Coralban 225 km/h-ás széllökéseket jelentettek, az Ian második partra érésével egy időben. Egy Port Charlotte-i állomás 185 km/h-ás szeleket és 212 km/h-ás széllökéseket mért. 01:47-kor a National Weather Service kiadott egy figyelmeztetést akár 480 milliméteres esőzésről.
Florida délnyugati részén egyre nagyobb probléma lett a vihar által okozott dagályok, Longboat Key-ben és Chokoloskee-ben akár az 5,5 métert is elérhette a vízszint megemelkedése. Naples-ben több lakos is otthonában ragadt a víz emelkedése miatt. Több parkolóházban is teljesen ellepte a földszintet a víz, felborítva és tönkretéve autókat. Egy tűzoltóságot teljesen elárasztott a vihar, használhatatlanná téve az épületben található eszközöket és felszereléseket. Goodlandben több embert is ki kellett menteni, miután a lakosság megpróbált elmenekülni a vihardagályoktól. A tengerparttól nagyjából 7 kilométerre található 41-es utat egyes helyeken 1,8 méter víz lepte el, Carnestown közelében. Venice városa teljesen lekapcsolta Venice-sziget vízellátását.
Összességében nagyjából 2 millió ember vesztette el áramellátását a vihar során. Ahogy az Ian közeledett az államhoz, egy 23 bevándorlót szállító hajó elsüllyedt. Három embert megmentett a Parti Őrség, míg egy negyedik ki tudott úszni a partra. A többi utas holléte ismeretlen. Lee megyében legalább öten meghaltak, de a helyi sheriff szerint a valós szám akár több száz is lehet. Volusia megyében meghalt egy férfi, miközben megpróbálta leereszteni medencéjét. A Sanibel Causeway-híd nagy részét teljesen elmosta a víz, így a Sanibel szigethez való hozzáférés nagyon korlátozott.

### Áldozatok és károk
| Ország           | Tartomány/Állam         | Államonként | Károk (USD)                          |
| ---------------- | ----------------------- | ----------- | ------------------------------------ |
| Kuba             | Pinar del Río tartomány | 3           | $200 millió (Karen and Co szerint)   |
| Egyesült Államok | Florida                 | 73          | ≤$63 milliárd (Karen and Co szerint) |
| Egyesült Államok | Georgia                 | Ismeretlen  | Ismeretlen                           |
| Egyesült Államok | Dél-Karolina            | Ismeretlen  | Ismeretlen                           |
| Egyesült Államok | Észak-Karolina          | 4           | Ismeretlen                           |
| Összesen         | Összesen                | 84          | Ismeretlen                           |